# Oquiroceràtids
Els oquiroceràtids (Ochyroceratidae) són una família d'aranyes araneomorfes. Tenen sis ulls. Habiten entre la fullaraca del terra dels boscos tropicals de Sud-àfrica, el Carib i Àsia, especialment en la zona Indo-Pacífica.
Construeixen petites teranyines en llençol al voltant de fulles, pals i troncs, i un tret característic és que porten els seus ous en els quelícers fins que surten les aranyetes. Com a mínim una espècie, Theotima minutissima, de 0,9 mm, té capacitat partenogenètica.

## Sistemàtica
Segons el World Spider Catalog, amb data de desembre de 2018, hi ha 10 gèneres (amb 131 espècies). En pocs anys aquestes xifres han anat canviant de manera considerable: l'any 2003 es reconeixien 13 gèneres i 146 espècies, de les quals 43 pertanyien al gènere Speocera; l'any 2015, 15 gèneres i 187 espècies. Han passat a altres famílies gèneres com Althepus, Leclercera, Merizocera, Psiloderces. Els 10 gèneres reconeguts actualment són:
- Dundocera Machado, 1951 (Angola)
- Euso Saaristo, 2001 (Seychelles)
- Fageicera Dumitrescu & Georgescu, 1992 (Cuba)
- Lundacera Machado, 1951 (Angola)
- Ochyrocera Simon, 1892 (de Mèxic fins a Perú)
- Ouette Saaristo, 1998 (Seychelles)
- Psiloochyrocera Baert, 2014
- Roche Saaristo, 1998 (Seychelles)
- Speocera Berland, 1914 (Sud d'Àsia, Sud d'Amèrica, Àfrica)
- Theotima Simon, 1893 (Sud i Centre d'Amèrica, Àfrica, Àsia, Illes del Pacífic)

Segons el World Spider Catalog versió 19.0 (2018), existeixen les següents espècies fòssils:
- †Arachnolithulus Wunderlich, 1988

### Superfamília
Els oquiroceràtids havien format part de la superfamília dels leptonetoïdeus (Leptonetoidea), al costat de telèmids i leptonètids i, com elles, tenen 6 ulls.
Les aranyes, tradicionalment, havien estat classificades en famílies que van ser agrupades en superfamílies. Quan es van aplicar anàlisis més rigorosos, com la cladística, es va fer evident que la major part de les principals agrupacions utilitzades durant el segle XX no eren compatibles amb les noves dades. Actualment, els llistats d'aranyes, com ara el World Spider Catalog, ja ignoren la classificació de superfamílies.